# Classe Pennsylvania (incrociatore)
La classe Pennsylvania fu una classe di incrociatori corazzati della United States Navy composta da sei unità, varate tra il 1903 e il 1904; questi incrociatori rinunciavano a parte dell'armamento, incrementavano il dislocamento e nondimeno risultarono inabili a raggiungere i 23 nodi, velocità considerata necessaria dall'US Navy, malgrado la maggiore potenza che queste navi avevano. Se non altro la corazza era molto migliore della precedente classe Brooklyn.

## Navi della classe
In ordine di costruzione:
| Nome                      | Impostata      | Varata            | Entrata in servizio | Decommis- sionata | Destino finale                                                                             | Note                           |
| ------------------------- | -------------- | ----------------- | ------------------- | ----------------- | ------------------------------------------------------------------------------------------ | ------------------------------ |
| USS Pennsylvania (ACR-4)  | 7 agosto 1901  | 22 agosto 1903    | 9 marzo 1905        | 10 luglio 1931    | Venduta per lo smantellamento, 21 dicembre 1931                                            | ribattezzata Pittsburgh (CA-4) |
| USS West Virginia (ACR-5) |                | 18 aprile 1903    | 22 febbraio 1905    | 1º settembre 1920 | Venduta per lo smantellamento, 30 agosto 1930                                              | ribattezzata Huntington (CA-5) |
| USS California (ACR-6)    |                | 7 maggio 1902     | 28 aprile 1904      | 1º agosto 1907    | affondata 1918, si suppone da un U-Boot                                                    | ribattezzata San Diego (CA-6)  |
| USS Colorado (ACR-7)      |                | 25 aprile 1903    | 19 aprile 1905      | 28 settembre 1907 | smantellata, 2 ottobre 1930                                                                | ribattezzata Pueblo (CA-7)     |
| USS Maryland (ACR-8)      | 7 ottobre 1901 | 12 settembre 1903 | 18 aprile 1905      | 14 febbraio 1922  | venduta per lo smantellamento, 11 febbraio 1930                                            | ribattezzata Frederick (CA-8)  |
| USS South Dakota (ACR-9)  |                | 21 luglio 1904    | 27 gennaio 1908     | 17 giugno 1927    | parzialmente smantellata, lo scafo è stato affondato sul fiume Powell, Columbia Britannica | ribattezzata Huron (CA-9)      |